# عدم التنسج الكعبري
عدم التنسج الكعبري (بالإنجليزية: Radial aplasia)‏ هو عيب خلقي يؤثر على تَكّون عظم الكعبرة في الذراع. الكُعبُرة هي العظمة الوحشية (الجانبية) على جهة إبهام اليد، وتربط العضد من الذراع العلوية مع الرسغ عبر التمفصل مع عظام الرسغ. الطفل المولود بحالة عدم التنسج الكعبري، إما يمتلك عظم كعبرة قصير أو لا يمتلك بتاتًا، وقد يحدث في ذراعٍ واحدة أو كلتا الذراعين، كما أنَّ هذه الحالة تؤدي إلى تكون جزء أو عدم تكون إبهاد اليد، مما قد يُسبب صعوبات في ممارسة أنشطة الحياة اليومية. ترتبط هذه الحالة مع متلازمة فاكترل.
حالة عدم التنسج الكعبري لا تُورث، وسببها غير معروفٍ، ولكن يُعتقد بشكلٍ واسع أنها تحدث خلال الأسابيع العشرة الأولى من الحمل.